# レヒブルック・アム・ゼー
レヒブルック・アム・ゼー（ドイツ語: Lechbruck am See、公式な表記は Lechbruck a.See) は、ドイツ連邦共和国バイエルン州シュヴァーベン行政管区のオストアルゴイ郡に属す町村（以下、本項では便宜上「町」と記述する）である。

## 地理
レヒブルックはアルゴイ地方のレヒ川沿いに位置する。

### 自治体の構成
この町は、公式には21の地区 (Ort) からなる。このうち小集落や孤立農場などを除く集落を以下に列記する。
- ヘルメンシュタイン
- レヒブルック・アム・ゼー

## 歴史
この町は1398年に初めて文献に記録されている。レヒブルックは、アウクスブルク司教領に属した。1803年の帝国代表者会議主要決議以降、この町はバイエルンに属した。バイエルンの行政改革に伴う1818年の市町村令により現在の自治体が成立した。

### 人口推移
- 1970年 2,158人
- 1987年 2,248人
- 2000年 2,522人

## 行政

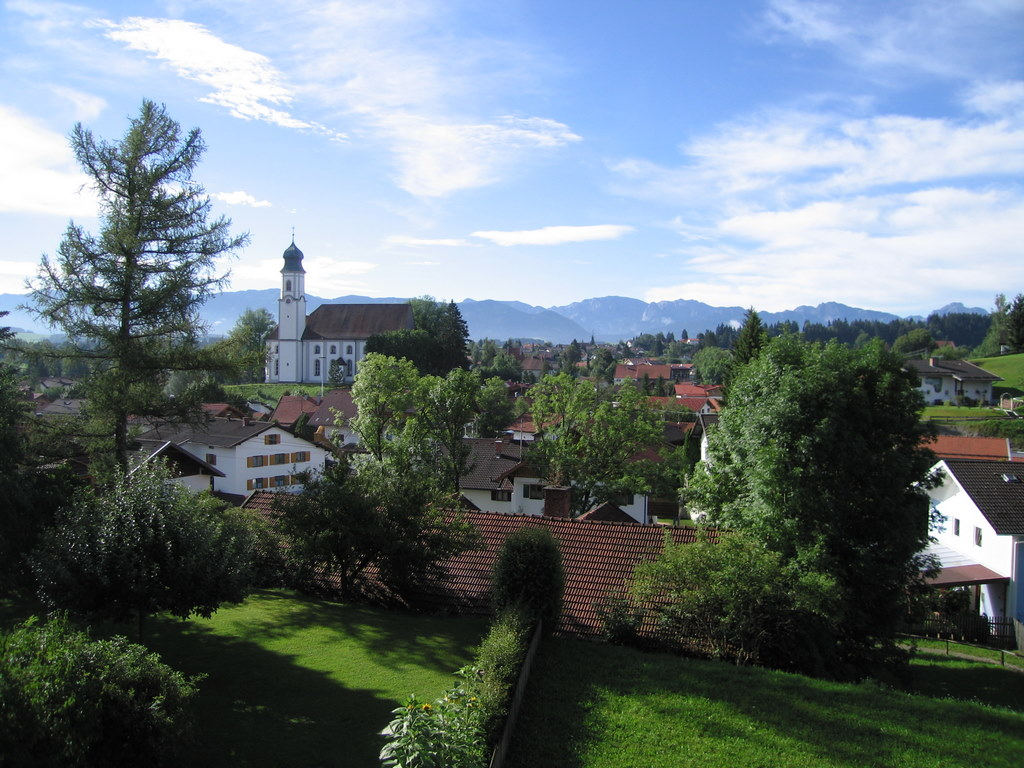
レヒブルック

町長はヴェルナー・モル (Freie Wählergemeinschaft Lechbruck am See e.V.) である。

### 紋章
図柄: 銀地で、青い波の上を左右に貫く赤い石橋。その上には斜め十字に組み合わされた筏のオールと筏鈎。

## 経済と社会資本

### 教育
- 国民学校 1校

## 文化と見所

### スポーツ
- アイススポーツクラブ ERC レヒブルック
- モータースポーツクラブ MSC レヒブルック

### 音楽
- レヒブルック音楽クラブ
- ユーゲントカペレ・レヒブルック（合唱団）

## 人物

### ゆかりの人物
- エルンスト・ミュンヒ（1876年 - 1946年）森林学者。レヒブルックで亡くなった。

## 引用
1. ↑  https://www.statistikdaten.bayern.de/genesis/online?operation=result&code=12411-003r&leerzeilen=false&language=de Genesis-Online-Datenbank des Bayerischen Landesamtes für Statistik Tabelle 12411-003r Fortschreibung des Bevölkerungsstandes: Gemeinden, Stichtag (Einwohnerzahlen auf Grundlage des Zensus 2011)
2. ↑  Bayerische Landesbibliothek Online
3. ↑  “Wahl des ersten Bürgermeisters - Kommunalwahlen 2020 in der Gemeinde Lechbruck am See - Gesamtergebnis”. 2021年4月11日閲覧。